# Noodregeling
Een noodregeling als bedoeld in artikel 3:160 (en volgende) van de Nederlandse Wet op het financieel toezicht houdt in, dat de rechtbank op verzoek van De Nederlandsche Bank een of meer bewindvoerders benoemt die onmiddellijk het bewind (tijdelijk) overnemen bij een financiële instelling. De regeling treedt in de plaats van surseance van betaling, en is toegespitst op een bank of andere financiële instelling die in problemen verkeert.
Het gaat hier om een vergaande maatregel, die alleen wordt doorgevoerd als andere pogingen om de bank overeind te houden zijn mislukt.
Het verzoek tot toepassing van de noodregeling kan uitsluitend door De Nederlandsche Bank worden gedaan, bij de rechtbank binnen het rechtsgebied waarvan de betrokken financiële instelling haar zetel heeft. Het verzoek wordt door de rechtbank "met de meeste spoed" behandeld op een niet-openbare zitting; de financiële instelling wordt gehoord of in ieder geval opgeroepen.
Als de noodregeling wordt toegepast, wordt de financiële situatie bevroren. De bank hoeft niet langer haar verplichtingen na te komen die vóór het uitspreken van de noodregeling zijn ontstaan.
De klanten kunnen (tijdelijk) geen zaken meer doen met de bank. Rekeninghouders kunnen niet langer over hun tegoeden beschikken. De verplichtingen van de klant, zoals betaling van rente en aflossing op een hypotheeklening, lopen "gewoon" door.
Het is denkbaar dat de noodregeling wordt toegepast "om tijd te kopen" voor een reddingsplan dat bijna rond is. De noodregeling is bedoeld om de onderneming in zijn geheel te verkopen. Als dat niet lukt, dan zal de bewindvoerder het faillissement aanvragen. Na een faillissement volgt liquidatie van de onderneming. De curator zal dan proberen om zo veel mogelijk opbrengsten te realiseren. Anders dan de bewindvoerder kan de curator ook onderdelen van de onderneming verkopen.

## Toepassing van de noodregeling
| Bedrijf                             | oprichting  | noodmaatregel | krachtens | vervolg                                |
| ----------------------------------- | ----------- | ------------- | --------- | -------------------------------------- |
| Tilburgsche Hypotheekbank           | 1890        | 2 juli 1982   | Wtk       | failliet verklaard op 22 augustus 1983 |
| Vie d'Or                            | 1985        | 15 dec. 1993  | Wtv       | failliet op 11 december 1995           |
| Van der Hoop Bankiers               | 1895        | 9 dec. 2005   | Wtk       | failliet op 16 december 2005           |
| Indover Bank                        | 1965 (1828) | 6 okt. 2008   | Wft       | failliet op 1 december 2008            |
| DSB Bank                            | 1975        | 12 okt. 2009  | Wft       | failliet op 19 oktober 2009            |
| International Insurance Corporation | 1997        | 24 juni 2010  | Wft       | noodregeling sinds 24 juni             |

Bij Teixeira de Mattos (1966) is surseance van betaling toegepast, omdat een afzonderlijke noodregeling voor financiële instellingen toen nog niet bestond.